# Erich Ludendorff
Erich Friedrich Wilhelm Ludendorff (Kruszewnia, 1865. április 9. – München, 1937. december 20.) az első világháború kiemelkedő német tábornoka, a müncheni sörpuccs vezetője, a nemzetiszocialista párt képviselője a Reichstagban. Feleségével, Mathilddal együtt ezoterikus spekulációkat és összeesküvés-elméleteket publikált saját kiadójával.

## Élete

### Pályakezdés
Ludendorff egy katonai takarmányszállító vállalkozó fiaként született a Porosz Királyságban, a mai Lengyelország területén. Öccse, Hans Ludendorff korának jelentős csillagásza volt. Édesapja lovassági tisztként szolgált a német egyesítési háborúk idején Csehországban és Franciaországban, fiát is erre a pályára szánta.
Tehetsége miatt már 1894-től a Franciaország elleni csapás tervét kidolgozó bizottság tagja lett. A Schlieffen-terv végrehajtása során a liège-i erődítmények bevételének megtervezésével bízták meg.

## Első világháború
1914 augusztusában Paul von Hindenburg mellett szolgálva részt vett a tannenbergi csatában és később a mazuri csatában is. Erich von Falkenhayn felmentése után gyalogsági tábornoki rangban a német hadsereg első szállásmestere, lényegében von Hindenburg tábornagy vezérkari főnök helyettese lett. Mindketten pártolták egy katonai diktatúra létrehozását, melynek célja az ország erőforrásainak legteljesebb mozgósítása a háborús siker érdekében. A „kisegítő szolgálati rendelet” szorgalmazójaként főszerepet játszott a tömeges sztrájkmozgalmak és az elégedetlenség egyre sokasodó jeleinek letörésében.

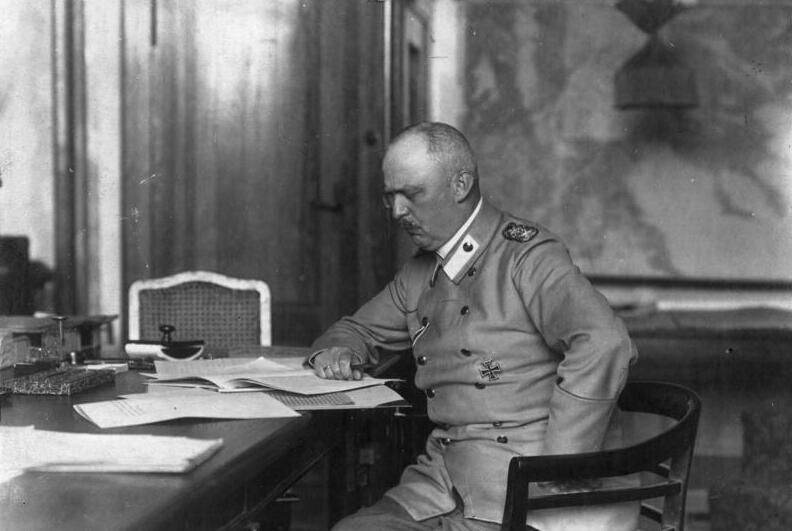
Ludendorff hivatalában (1918).

Ludendorff pártolta Nagy-Britannia tengeralattjárók általi blokádját, mely végül az Egyesült Államokkal való összecsapáshoz vezetett. A keleti háború megnyerése után Oroszország további meggyengítése céljából Ludendorff kijárta, hogy orosz kommunista forradalmárok egy csoportját (köztük Lenint) Németországon keresztül orosz földre engedjék vissza.[forrás?] Részt vett az UFA nevű német filmkonszern megalapításában, mivel a filmben jó propagandaeszközt látott.
1918 tavaszán új taktikát dolgozott ki a nyugati front állóháborújának dinamizálására. Az ő ötlete alapján hozták létre az ellenséges vonalak közé beszivárgó rohamosztagokat. 1918. szeptember 29-én ő juttatta el a német fegyverszüneti kérelmet az Egyesült Államokhoz. 1918 késő őszén nem látta biztonságban az életét az éhséglázadásoktól és forradalmaktól sújtott Német Birodalomban, ezért Svédországba menekült.

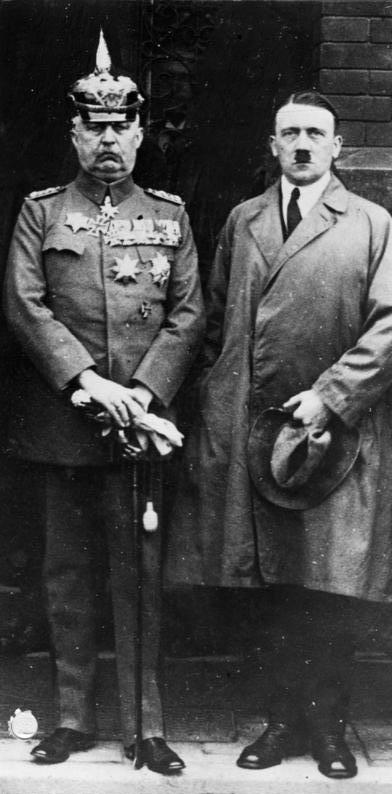
Ludendorff a perbe fogott Hitlerrel, München, 1924. március 26.

## Ludendorff és a nemzetiszocialisták
1919-ben hazatért. Részt vett a weimari köztársaság ellen szervezett mindkét puccsban. Az 1923. november 8–9-én kudarccal végződött sörpuccs után annak ellenére ártatlannak mondták ki, hogy a puccsban maga is a legaktívabb szerepek egyikét játszotta. A per után vette át a feloszlatott nemzetiszocialista párt egyik utódszervezetének vezetését. 1924 és 1929 között a Nemzetiszocialista Szabadságpárt parlamenti követe volt. Megalapította a Tannenberg Szövetséget, amelyben a volt frontharcosokat tömörítette. 1925-ben jelöltette magát a köztársasági elnöki posztra. A második forduló előtt azonban Hitler Hindenburgra való szavazásra buzdította híveit, így Ludendorff visszalépett a jelöltségtől.

## Élete alkonyán
A kudarc után visszavonult a politika első vonalából. Idővel egyre több ellenséget látott maga körül. Politikai ambícióinak zátonyra futtatásával a zsidókat, szabadkőműveseket, jezsuitákat és nemzetközi kommunistákat vádolta meg. (Zavartságát mutatja, hogy a Mozart és Schiller halálát is az általa „állam-fölötti szervezetek titkos szövetségének” nevezett csoport számlájára írja.) Második felesége hatására titkos és misztikus tanulmányokba fogott. Foglalkozott kabbalisztikával, numerológiával és asztrológiával. (Kiszámította a következő világháború kezdetének időpontját: 1932.) Saját vallási közösséget alapított.
Hitler számára egyre kellemetlenebbek lettek az egykori harcostárs hóbortjai. Alfred Rosenberg felvetette, hogy Ludendorff nyilvánvalóan megőrült. 1927-ben Hitler bizalmasan jelezte a felsőbb nemzetiszocialista köröknek, hogy kerüljék a kapcsolatot a volt tiszttel. Még abban az évben Hitler egy regensburgi rendezvényen szabadkőművesnek bélyegezte Ludendorffot. 1933-ban a nemzetiszocialisták betiltották az általa alapított újságot és a Tannenberg Szövetséget is.
Ludendorff ekkorra teljesen visszavonult és csak a magánéletének élt. 1934-ben a nemzetiszocialisták megpróbálták őt a német egység jelképeként felmutatni, és propagandájuk céljaira felhasználni. Ludendorff sértődötten elutasította Hitler ajánlatát, hogy háborús érdemei miatt vezértábornaggyá léptesse elő. 1937-ben már halálos betegen kérte Hitler személyes jóváhagyását az általa szervezett keresztény közösség, a Bund für Deutsche Gotterkenntnis működéséhez. (A ma is fennálló közösséget a német Alkotmányvédelmi Hatóság szélsőjobbos szektának minősíti.)
Ludendorff 1937. december 20-án hunyt el a müncheni Szent József-kórházban (Josephinum-Krankenhaus). Feleségének kifejezett rosszallása ellenére állami pompával vettek tőle búcsút.